# Mario Gioffredo

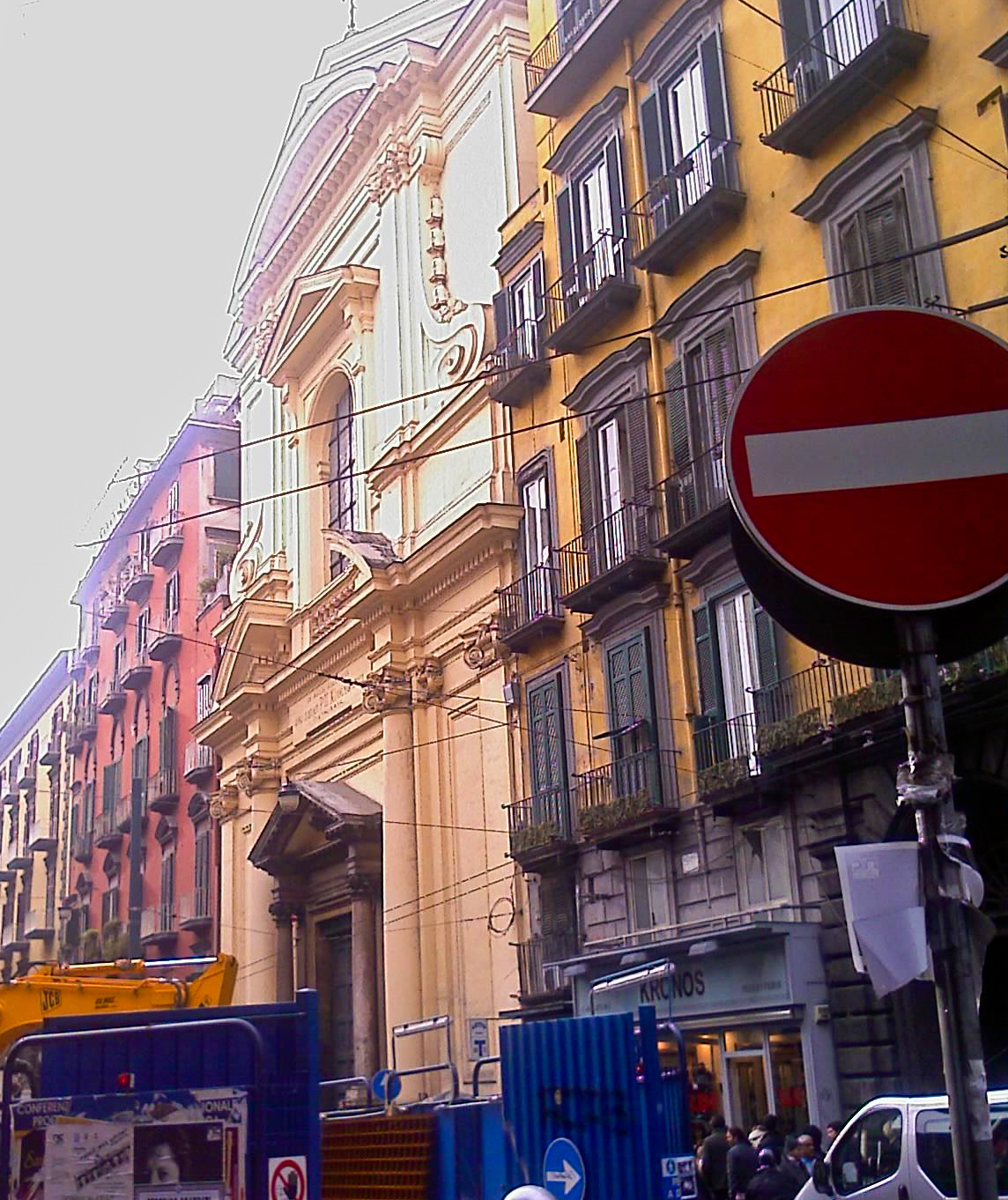
Iglesia del Espíritu Santo

Mario Gioffredo, también conocido como el napolitano Vitruvio (Nápoles, 14 de mayo de 1718 - Nápoles, 8 de marzo de 1785) fue un arquitecto, ingeniero, grabador y topógrafo italiano.

## Biografía
Fue un arquitecto innovador en la representación gráfica de los proyectos, tuvo una formación algo humanista y asistió al taller de Solimena aprendiendo sobre las técnicas del dibujo, ejerció en el estudio de Martino Buonocore y leyó  los tratados teóricos clásicos de Vitruvio y de arquitectos renacentistas, como Palladio. En 1741 inició su actividad como arquitecto tras ser examinado por el ingeniero real Giovanni Antonio Medrano. Comenzó a viajar aprendiendo sobre antigüedades y más, diseñó edificios en muchas ciudades del Reino de Nápoles entre Campania, Abruzos y Calabria así como en Nápoles .
En 1741 también participó en el concurso para la reconstrucción de la Iglesia de San Giacomo degli Spagnoli en Roma, entre otros también participaron Luigi Vanvitelli y Ferdinando Fuga, el concurso lo ganó el nuestro pero la idea del proyecto ni siquiera iniciaron las obras hasta el siglo siglo XIX con el nuevo proyecto de Luca Carimini .
Fue uno de los primeros en descubrir las antigüedades de Herculano, Pompeya y Estabia y especialmente de Paestum donde redescubrió entre otras cosas la Basílica dedicada a Hera y los templos dedicados a Neptuno y Atenea, esto sucedió en 1746, motivado por los descubrimientos arqueológicos que realizó. Se orientó hacia el clasicismo del siglo XVIII que en su arquitectura anticipa los modelos neoclásicos del siglo siguiente. Gioffredo participó en el diseño de máquinas de fiesta, en esta actividad el arquitecto se desmarcó de su arquitectura clasicista para utilizar en este caso, según creía, un estilo más vivo y popular: el rococó . También en el mismo año diseñó el Carro del Battaglino . Al año siguiente data su participación en el concurso de diseño para el Obelisco de la Inmaculada Concepción, que luego fue ganado por Genoino. En 1749, a la edad de treinta y un años, recibió el encargo de diseñar el Sedile di Porto, un proyecto de importancia en la sociedad napolitana.

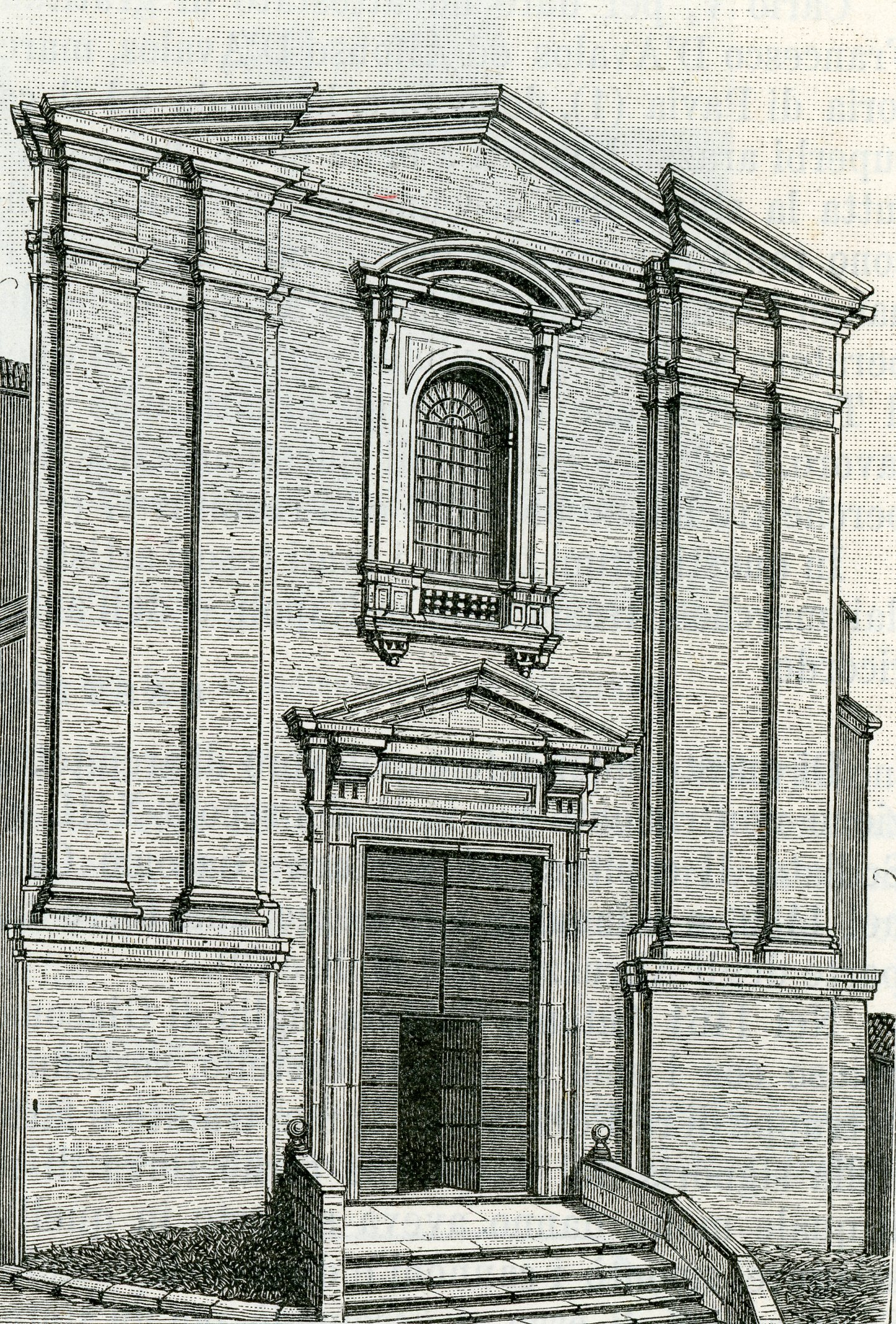
Grabado de la fachada de la Iglesia del Carmine en Vasto (Ch), diseñada por Gioffredo

A finales de los años 1940, Gioffredo fue llamado por el rey Carlos III de Borbón para diseñar el Palacio Real de Caserta . El arquitecto fue destituido del cargo y reemplazado por Vanvitelli, que venía directamente de Roma y tenía mucha más experiencia en diseño. El proyecto napolitano consistía en un palacio bastión abaluartado, cerrado a la ciudad, en referencia al Escorial en España y al Palacio de Diocleciano en Split . El proyecto de Vanvitelli era completamente diferente, estaba abierto a espacios abiertos y no cerrado en sí mismo como una fortaleza. Estos propósitos arquitectónicos y urbanísticos concebidos por Vanvitelli, y que difieren completamente de los de Gioffredo, se deben a los resultados de la batalla de Velletri en 1744.
En 1749, según el historiador Omobono, Bocache estaba en la localidad de Castel Nuovo, hoy Castelfrentano, diseñando la nueva arquitectura de la iglesia madre de Santo Stefano.
Hacia 1758 planeó la renovación de la Basílica del Espíritu Santo, Gioffredo en su composición puramente clasicista logró crear una obra maestra de rediseño y conservación, logró preservar armoniosamente las salas de las capillas del siglo XVI pero al mismo tiempo en el En la nave logró fusionar  los clásicos muros inundados de luz desde la armoniosa cúpula que incorpora las capillas preexistentes; La fachada es muy particular y, además de incorporar la portada de mármol tardomanierista, está influenciada por esa tradición manierista y miguelangelesca de los tímpanos entrelazados y rotos. En los mismos años de la construcción del Spirito Santo en Nápoles, también diseñó la Iglesia de María Santísima del Carmine en Vasto . La iglesia sigue los mismos patrones que la iglesia napolitana del Espíritu Santo. En 1768 se publicó su tratado Sobre arquitectura. Hacia 1770 fue llamado a Calabria para diseñar el centro siderúrgico de Mongiana .
Sus encargos siempre fueron importantes pero a veces llenos de desacuerdos con los clientes, por ejemplo con los duques de Casacalenda donde en la dirección del Palazzo di Sangro di Casacalenda y de la Villa Campolieto en Ercolano fue destituido por incompetencia técnica y reemplazado en palacio y por villa de Luigi Vanvitelli, quien supervisó su finalización. Junto a Vanvitelli se encargó de la restauración del interior de la Iglesia de los Santos Marcelino y Festo, mientras que junto al pintor Fedele Fischetti se encargó de la restauración-remodelación decorativa de la iglesia de Santa Catalina de Siena, restauró el Palacio de Ávalos del Vasto y unos cientos de metros diseñó el Palacio Partanna del que hoy sólo queda el portal mientras fue completamente reconstruido por Antonio Niccolini y finalmente diseñó el Palacio Cavalcanti en via Toledo.
En 1783 fue nombrado arquitecto de la corte y director de las inacabadas fábricas Fuga, cargo que ocupó hasta su muerte el 8 de marzo de 1785 a la edad de 67 años en su casa de via Tommaso Caravita, cerca de Monteoliveto.

## Obras
- Gioffredo Mario, Arquitectura, Nápoles, 1768, SBN IT\ICCU\LO1E\026481.